# Račice (okres Žďár nad Sázavou)
Račice (německy Ratschitz) jsou obec v okrese Žďár nad Sázavou v Kraji Vysočina. Žije zde 46 obyvatel.

## Název
Název obce vznikl pravděpodobně připojením přípony –ice k základu slova rač – místnímu názvu pro strmý svah, roklinu.

## Historie
První písemná zmínka o obci Račice se nachází ve druhém žďárském urbáři z roku 1462. Vesnice vznikla na území žďárského cisterciáckého kláštera pravděpodobně až jeho vlastní kolonizační činností patrně v 1. polovině 15. století a zůstala u něj až do jeho zrušení. Již před tím zde ale vznikl klášterní hospodářský dvůr – tzv. grangie. Ve třetím žďárském urbáři z roku 1483 se píše, že dvůr byl klášterem prodán Mikuláši z Račic.
V roce 1667 dostala obec pečeť, ve znaku má raka. Po zrušení žďárského kláštera v roce 1784 převzal jeho majetek náboženský fond. Račice se následně staly součástí radešínského panství, které v roce 1826 koupil František Schneider. Od roku 1850 do roku 1867 byly Račice osadou obce Horní Bobrová, od roku 1976 byly přičleněny k Dlouhému a od roku 1980 k Bobrové. V roce 1990 se obec opět osamostatnila.
V Račicích (čp. 1) se narodil akademický malíř a profesor Emil Moser (1826–1916).
| Rok            | 1869 | 1880 | 1890 | 1900 | 1910 | 1921 | 1930 | 1950 | 1961 | 1970 | 1980 | 1991 | 2001 |
| Počet obyvatel | 143  | 156  | 147  | 156  | 160  | 148  | 128  | 107  | 92   | 76   | 61   | 53   | 53   |